# Schram Dávid
Schram Dávid (1976. április 24. –) magyar zenész és lemezproducer, a FreshFabrik magyar rockzenekar egykori gitárosa, valamint a Sexepil Your Scream Is Music és a Shell Beach This Is Desolation című nagylemezének producere.

## Pályafutása

### FreshFabrik
1996 szeptemberében Schram csatlakozott a FreshFabrikhoz gitárosként. 1997-ben felvette a zenekarral a Nerve című albumot. Két évvel érkezését követően 1998 szeptemberében elhagyta a zenekart. Schram később a zenekar lemezproducere lett. Többek között Schram nevéhez fűződik a MORA című nagylemez is. 

### Produceri karrier
Schram Sydney-ben a SAE Intézetben egy kétéves kurzuson hangmérnöki végzettséget szerzett, 2002-ben tért haza. 2002 és 2008 között Schram a Warner Bros.-nál dolgozott Budapesten hangmérnökként. Schram produceri karrierjét a Heaven Street Seven Szállj Ki és Gyalogolj felvételével, keverésével és maszeringolásával kezdte 2004-ben, Budapesten az Akvárium stúdiójában.
2006-ban Schram a Kistehén Tánczenekar Szerelmes Vagyok Minden Nőbe című lemezét keverte.
2011-ben Schram Harcsa Veronika Lámpafény című lemezének producere volt.
2012-ben a Schram a Shell Beach 's This Is Desolation című lemezének producere volt.
2013-ban Schram két dalt (Wake The Coma Girl és Lybria) rögzített a The Challenger In Pieces zenekar The Airwaves kislemezéhez.
2013 és 2014 között Schram a Sexepil 's Your Scream Is Music című nagy lemezének producere volt amelyet 2014. november 17-én adtak ki.

## Diszkográfia
FreshFabrik
- Nerve (1997)

## Produceri és hangmérnöki munkái
| - 2003: Yellojack – Quarantine - 2003: Junkies – Hat - 2003: Superbutt – The Unbeatable Eleven - 2004: Heaven Street Seven – Szállj Ki és Gyalogolj - 2004: Neotones – Mi vagyunk - 2006: Heaven Street Seven – Tudom, hogy Szeretsz Titokban | - 2009: Future Millionaire – Alone - 2012: Shell Beach – This Is Desolation - 2013: The Challenger In Pieces – Fill Up The Airwaves - 2013: Blahalouisiana – Tales of Blahalouisiana - 2014: Sexepil - Your Scream Is Music |

### Felvétel
| - 2004: Szakcsi Generation with DeJohnette & Patitucci – 8 Trios For 4 Pianists - 2004: FreshFabrik – Dead Heart in Living Water - 2009: Poniklo – Poniklo | - 2009: Takáts Eszter – Ha egy nő szeret - 2009: Dániel Szabó Trio Meets Chris Potter – Contribution |

### Keverés
| - 2006: Oláh Szabolcs Quartet – Inner Spring - 2007: Kistehén Tánczenekar – Szerelmes vagyok minden nőbe - 2007: Budapest Bár – Vol. 1 - 2008: Yava – Folkcore - 2008: Kistehén Tánczenekar – Ember a fán - 2008: Anti Fitness Club – Miért hazudom? Single - 2008: Zséda – Rouge - 2009: Jamie Winchester – The Cracks are Showing - 2009: Bin-Jip – Enter - 2010: Kolorado Kid – Soundtrack - 2010: Kistehén Tánczenekar – Picsába az űrhajókkal - 2010: Besh o droM – Kertünk alatt - 2011: Havasi Balázs – Drum and Piano project - 2011: FreshFabrik – MORA - 2011: Zséda – Legyen úgy Single - 2011: Harcsa Veronika – Lámpafény - 2011: A Hópárduc Talpra Áll – Soundtrack - 2011: Janicsák Veca – Szenvedély Single - 2012: Konyha – Konyhanyelv - 2012: The Hated Tomorrow – Szer | - 2012: Kollaps – Body Horror EP - 2012: Zséda – Ötödik Érzék - 2012: Patent – Tökéletes - 2012: Blahalouisiana – The Wanderer Single - 2013: Dawnstar – Saturnine Valentines - 2013: Elefánt – Vérkeringő - 2013: Bozan – With your Knowledge EP - 2013: Vad Fruttik – Darabok - 2014: Uzipov – Bazaltkockák - 2014: Petruska András – Metropolita - 2014: Dirty Flow Club – Dirty Flow Club - 2014: Hippikiller – Mixtape From The Stripped Room - 2014: Szeder – Hab a tetején - 2014: Csodagyerek – Minden ott van, ahol lennie kell EP - 2014: Kollár-Klemencz – Legesleges - 2014: Uzipov – Szőrén a borzot - 2014: Anton Vezuv - Into the Sea - 2014: Anna and the Barbies – Upcoming Album - 2014: Volkova Sisters – Upcoming Album - 2014: Crescendo – Upcoming EP - 2014: Bin-Jip – Upcoming Album |

## Fordítás
- Ez a szócikk részben vagy egészben  a   Dávid Schram című angol Wikipédia-szócikk ezen változatának fordításán alapul.  Az eredeti cikk szerkesztőit annak laptörténete sorolja fel. Ez a jelzés csupán a megfogalmazás eredetét és a szerzői jogokat jelzi, nem szolgál a cikkben szereplő információk forrásmegjelöléseként.